# Relocos y repasados
Relocos y repasados es una película uruguaya de 2013, coproducida con Brasil. Dirigida por Manuel Facal, es una comedia de acción protagonizada por Santiago Quintans, Joaquín Tomé, Nicolás Furtado, Micaela Psinisnuc y Luciano Demarco.

## Sinopsis
Andrés y Elías se juntan una noche a fumar su último porro del verano. En el camino a su casa, Elías encuentra escondida una jabonera que contiene cinco tipos de droga: marihuana, cocaína, LSD, éxtasis y ketamina. A la mañana siguiente, Elías llama a Andrés anunciándole su hallazgo y su intención de juntarse con varias personas para hacer un experimento: que cada uno tome una droga distinta, a ver qué pasa. El experimento toma un rumbo inesperado cuando la novia de Andrés lo llama para ir al funeral de su abuela.

## Elenco
- Santiago Quintans - Andrés
- Joaquín Tomé - Elías
- Nicolás Furtado - Cooper
- Micaela Psinisnuc - Cata
- Luciano Demarco - Martín
- Alan Futterweit Paz - Feo

## Premios

### Nominaciones
La Asociación de Críticos de Cine del Uruguay nominó la película a los siguientes premios:
- revelación masculina de película uruguaya (Manuel Facal);
- mejor guion de película uruguaya (Manuel Facal);
- mejor dirección artística de película uruguaya (Federico Capra);
- mejor montaje de película uruguaya (Maximiliano Contenti).